# Uliano Courville
Pour les articles homonymes, voir Courville (homonymie).
Uliano Courville (parfois écrit Ulliano Courville) est un footballeur français né le 8 août 1978 à Mantes-la-Jolie. Il est milieu de terrain. 

## Biographie
À l'âge de 14 ans il rejoint l'AS Monaco. Il fait ses débuts en Ligue 1 le 13 février 1999 contre Rennes. À l'issue de la saison il est prêté à Ajaccio pour gagner du temps de jeu (il dispute 30 matches avec le club corse). 
De retour à Monaco il ne joue que deux matchs de championnat plus un en Ligue des champions. En septembre 2001 il est libéré par Monaco et signe à Portsmouth. Il ne joue qu'avec l'équipe réserve et au mois de mai 2002 il quitte le club anglais. 
Il rentre alors en France et rejoint le FC Mantes. 

## Carrière
- CA Mantes-la-Ville
- 1992-1999 :  AS Monaco
- 1999-2000 :  AC Ajaccio
- 2000-2001 :  AS Monaco
- 2001-2002 :  Portsmouth
- 2002-2007 :  FC Mantes
- 2007-...:  Rapid de Menton[1]

## Statistiques
- 1 match en Ligue des Champions
- 5 matchs en Division 1
- 30 matchs en Division 2